# Nakajima Sakae
El Nakajima Sakae (栄 gloria?) fue un motor radial de 14 cilindros en dos filas y refrigerado por aire, empleado en aviones japoneses durante la Segunda Guerra Mundial. Ampliamente fabricado a lo largo de toda la guerra, recibió según sus versiones la denominación de Sakae serie 10, 20 y 30 por la Armada y Ha25 (ハ25), Ha105 y Ha115 por el Ejército.
Un total de 21.166 motores fueron ensamblados por Nakajima, mientras que otros fabricantes hicieron 9.067 más.

## Variantes
- NK1C Sakae 12: 940 hp (701 kW)
- NK1F Sakae 21: 1.130 hp (843 kW)
- NK1F Sakae 31: 1.130 hp (843 kW)

## Especificaciones (Sakae 21)
- Desplazamiento: 27,87 litros
- Diámetro por carrera: 130 × 150 mm
- Longitud: 1.425 mm
- Diámetro: 1.115 mm
- Potencia: 1.130 hp (843 kW)

## Aparatos que lo emplearon
Japón
- Mitsubishi A6M
- Mitsubishi C5N
- Mitsubishi Ki-15
- Nakajima B5N
- Nakajima J1N
- Nakajima Ki-43

## Motores similares
- BMW 801
- Bristol Hercules
- Pratt & Whitney R-1830
- Wright R-2600
- Fiat A.74
- Gnome-Rhône 14N
- Mitsubishi Kinsei
- Shvetsov ASh-82